# 刘夫人 (曹操)
劉夫人（?—?），曹操早年的妻妾，生有曹昂和曹鑠二子与清河公主一女。但是劉氏病逝早亡，曹昂由丁夫人撫養成人。